# Goenib
Goenib (Russisch: Гуниб) of Ghunib is een dorp (selo of aoel) in het centrale deel van het zuiden van de Russische autonome deelrepubliek Dagestan en vormt het bestuurlijk centrum van het district Goenibski. De plaats ligt op het Goenibplateau op ongeveer 1500 meter hoogte op 172 kilometer ten zuidwesten van Machatsjkala aan de rivier de Karakojsoe (stroomgebied van de Soelak). Het dorp is een van de moeilijkst bereikbare plekken van Dagestan en vormde een krachtig bolwerk in de bergen voor de komst van de Russen.
Er bevindt zich een alpien klimatologisch kuuroord en tuinbouw.
De bevolking bestond in 2002 uit 2.406 personen en in 1989 uit 2.405 personen.
Het district Goenibski wordt al lange tijd bewoond. De oudste plaats is Tsjoch waarvan de bewoning teruggaat tot 6.000 tot 8.000 v.Chr.
Goenib had in de tijd van de Kaukasusoorlog in de 19e eeuw een strategische betekenis als natuurlijk bolwerk. Imam Sjamil, de Avaarse leider van de Tsjetsjenen en Dagestaanse stammen, voerde hier zijn laatste strijd tegen de Russische legers, alvorens zich over te geven aan de Russische kolonel Naron Aleksandr Wrangel op 25 augustus 1859. Rond 1900 had Goenib ongeveer 1100 inwoners.

## Externe links

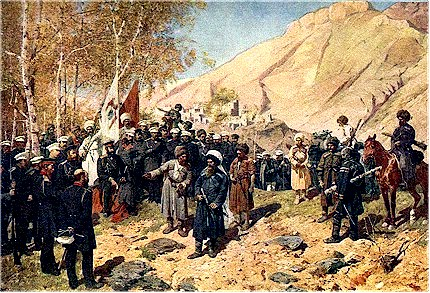
Gevangenname van Sjamil (Franz Roubaud, 1886)

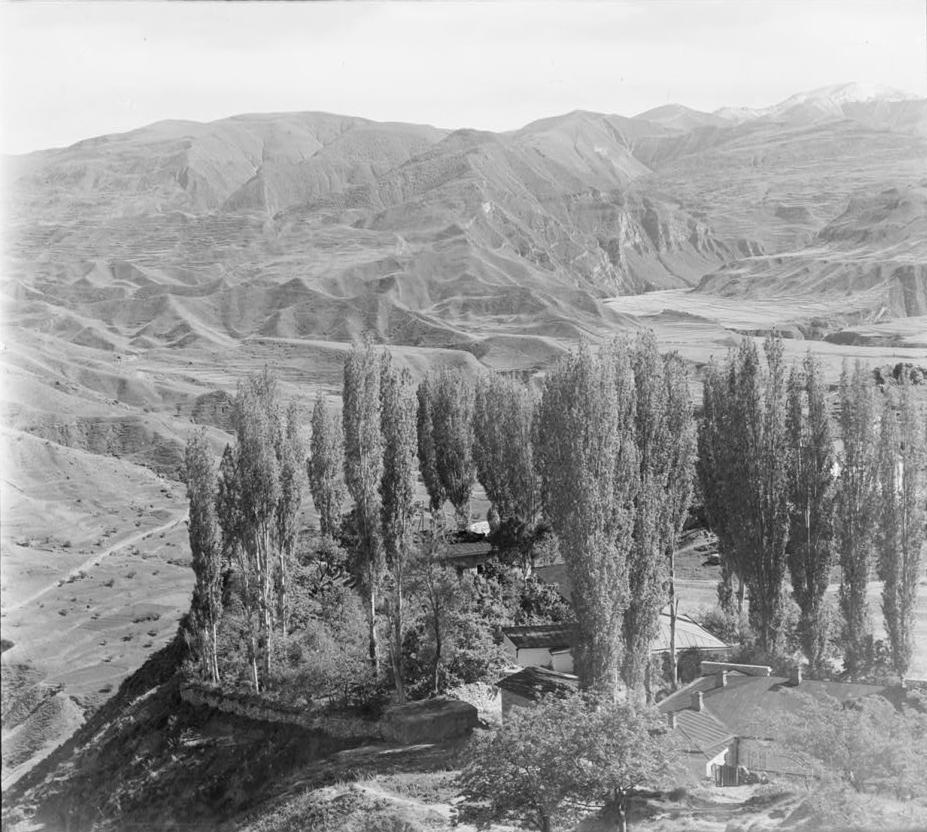
Verchni Goenib gezien van bovenaf (Prokoedin-Gorski, begin 20e eeuw